# Shungeng, Anhui
Shungeng (kinesiska: 舜耕) är en köping i östra Kina. Den ligger i stadsdistriktet Tianjia'an i staden Huainan i provinsen Anhui, omkring 90 kilometer norr om provinshuvudstaden Hefei. Antalet invånare är 59819. Befolkningen består av 29 210 kvinnor och 30 609 män. Barn under 15 år utgör 17,0 %, vuxna 15-64 år 77 %, och äldre över 65 år 5,0 %.